# Louis Hayes
Louis Sedell Hayes (Detroit (Michigan), 31 mei 1937) is een Amerikaanse jazzdrummer en orkestleider. Hij was meer dan drie jaar bij het trio van McCoy Tyner. Sinds 1989 leidt hij zijn eigen band en vormt samen met Vincent Herring de Cannonball Legacy Band.

## Biografie
Louis Sedell Hayes' vader was een automonteur, die drums en piano speelde. Zijn moeder bediende tafels en speelde piano. Hayes kreeg zijn eerste drumstel op 10-jarige leeftijd. De belangrijkste invloed in zijn vroege ontwikkeling was zijn neef Clarence Stamps, een ervaren drummer die zijn technische grondbeginselen en lessen als grondslag voor het leven legde. Hij verwijst naar de vroege invloed van het horen van jazz, vooral bigbands op de radio. Zijn belangrijkste invloed was Philly Joe Jones en hij werd begeleid door Jo Jones. Zijn drie belangrijkste verbintenissen waren met Horace Silvers Quintet (1956-1959), het Cannonball Adderley Quintet (1959-1965) en het Oscar Peterson Trio (1965-1967). Hayes sloot zich vaak aan bij Sam Jones, zowel bij Adderley en Peterson, als bij freelancers.
Als tiener leidde hij een band in clubs in Detroit, voordat hij 16 jaar werd. Hij werkte van 1955 tot 1956 met Yusef Lateef en Curtis Fuller. Hij verhuisde in augustus 1956 naar New York om Art Taylor te vervangen in het Horace Silver Quintet en in 1959 trad hij toe tot het Cannonball Adderley Quintet, waar hij bleef tot medio 1965, toen hij Ed Thigpen opvolgde in het Oscar Peterson Trio. Hij verliet Peterson in 1967 en vormde een reeks bands, die hij alleen of met anderen leidde. Onder zijn sidemen bevonden zich Freddie Hubbard, Joe Henderson, Kenny Barron en James Spaulding. Hij keerde in 1971 terug naar Peterson.
Het Louis Hayes Sextet, opgericht in 1972, werd in 1975 het Louis Hayes-Junior Cook Quintet en het Woody Shaw-Louis Hayes Quintet (Cook bleef als sideman tot René McLean toetrad). In zijn laatste samenstelling speelde het kwintet succesvolle engagementen in heel Europa en (zonder McLean) trad het op als gastband toen Dexter Gordon in 1976 voor het eerst in jaren de Verenigde Staten bezocht. Nadat Shaw de band in 1977 had verlaten, bleef Hayes de groep leiden als een hardbopkwintet.
Hayes is door de jaren heen op veel platen verschenen en speelde met John Coltrane, Kenny Burrell, Freddie Hubbard, Bobby Timmons, Hank Mobley, Booker Little, Tommy Flanagan, Cecil Taylor, McCoy Tyner, Ray Brown, Joe Henderson, Gary Bartz en Tony Williams. Hij leidde ook sessies voor Vee-Jay Records (1960), Timeless Records (1976), Muse Records (1977), Candid Records (1989), SteepleChase Records(1989-1994) en TCB (2000-2002).

## Discografie

### Als leader/co-leader
- 1960: Louis Hayes (Vee-Jay Records)
- 1974: Breath of Life (Muse Records)
- 1976: Ichi-Ban (Timeless Records) met Junior Cook
- 1977: The Real Thing (Muse)
- 1979: Variety Is the Spice (Gryphon)
- 1989: Light and Lively (SteepleChase Records)
- 1989: The Crawl (Candid Records)
- 1989: Una Max (SteepleChase)
- 1991: Nightfall (SteepleChase)
- 1993: Blue Lou (SteepleChase)
- 1994: The Super Quartet (Timeless)
- 1996: Louis at Large (Sharp Nine)
- 2000: Quintessential Lou (TCB)
- 2001: The Candy Man (TCB)
- 2002: Dreamin' of Cannonball (TCB)
- 2006: Maximum Firepower (Savant Records|Savant)
- 2014: Return of the Jazz Communicators (Smoke Sessions Records|Smoke Sessions)[9]
- 2017: Serenade for Horace (Blue Note)[10]

### Als sideman
Met Pepper Adams
- 1983, 1990: Conjuration: Fat Tuesday's Session (Reservoir)

Met Cannonball Adderley
- 1959: In San Francisco (Riverside Records)
- 1960: Them Dirty Blues (Riverside)
- 1960: The Cannonball Adderley Quintet at the Lighthouse (Riverside)
- 1961: Cannonball Adderley and the Poll-Winners (Riverside)
- 1961: African Waltz (Riverside)
- 1961: Plus (Riverside)
- 1961: Nancy Wilson / Cannonball Adderley (Capitol Records)
- 1962: Cannonball in Europe! (Riverside)
- 1962: Jazz Workshop Revisited (Riverside)
- 1963: Nippon Soul (Riverside)
- 1962-1963, 1982: The Sextet (Milestone)
- 1963: Autumn Leaves (Riverside)
- 1964: The Cannonball Adderley Sextet in New York (Riverside)
- 1964: Cannonball Adderley Live! (Capitol)
- 1964: Live Session! (Capitol)
- 1964: Cannonball Adderley's Fiddler on the Roof (Capitol)
- 1965: Domination (Capitol)
- 1975: Phenix (Fantasy Records)

Met Nat Adderley
- 1960: Work Song (Riverside)
- 1961: Naturally! (Jazzland)

Met Gene Ammons
- 1974: Goodbye (Prestige)

Met Georges Arvanitas
- 1959: Cocktail for Three (Pretoria)

Met Kenny Burrell
- 1957, 1979: K. B. Blues (Blue Note)
- 1961, 1983: Bluesin' Around (Columbia Records)

Met James Clay
- 1960: A Double Dose of Soul (Riverside)

Met Al Cohn
- 1960: Son of Drum Suite (RCA Victor)
- 1976: True Blue (Xanadu Records) met Dexter Gordon
- 1976: Silver Blue (Xanadu) met Dexter Gordon

Met John Coltrane
- 1958: Lush Life (Prestige Records)
- 1958: The Last Trane (Prestige)
- 1958: Coltrane Time (United Artists Records, Blue Note Records)
- 1963: The Believer (Prestige)

Met Richard Davis
- 1969: Muses for Richard Davis (MPS Records)

Met Kenny Drew jr.
- 1960: Undercurrent (Blue Note)

Met Victor Feldman
- 1961: Merry Olde Soul (Riverside)

Met Tommy Flanagan, John Coltrane, Kenny Burrell en Idrees Sulieman
- 1957: The Cats (Prestige)

Met Ricky Ford
- 1992: Tenor Madness Too! (Muse)

Met Curtis Fuller
- 1957: New Trombone (Prestige)
- 1957, 1962: Curtis Fuller met Red Garland (New Jazz)
- 1957: Jazz ...It's Magic! (Regent Records)
- 1957: Curtis Fuller Volume 3 (Blue Note)

Met Terry Gibbs
- 1964: Take It from Me (Impulse! Records)

Met Dexter Gordon
- 1972: Ca'Purange (Prestige)
- 1972: Tangerine (Prestige)

Met Bennie Green
- 1958: Back on the Scene (Blue Note)

Met Grant Green
- 1961: Gooden's Corner (Blue Note)
- 1962: Oleo (Blue Note)
- 1962: Born to Be Blue (Blue Note)

Met Wilbur Harden
- 1958: Mainstream 1958 (Savoy)

Met Barry Harris
- 1960: Barry Harris at the Jazz Workshop (Riverside)

Met Joe Henderson
- 1967: The Kicker (Milestone Records)
- 1968: Tetragon (Milestone)

Met John Hicks
- 1994: Gentle Rain (Sound Hills)
- 2006: On the Wings of an Eagle (Chesky)

Met Johnny Hodges
- 1961: Blue Hodge (Verve Records)

Met Freddie Hubbard
- 1962: The Artistry of Freddie Hubbard (Impulse!)
- 1963: The Body & the Soul  (Impulse!)
- 1970: The Hub of Hubbard  (MPS)

Met J.J. Johnson
- 1962: A Touch of Satin (Columbia)

Met Sam Jones
- 1960: The Soul Society (Riverside)
- 1961: The Chant (Riverside)
- 1977: Changes & Things (Xanadu)
- 1977: Something in Common (Muse)

Met Clifford Jordan
- 1957: Cliff Craft (Blue Note)
- 1978: Inward Fire (Muse Records)

Met Harold Land
- 1960: West Coast Blues! (Jazzland)

Met Yusef Lateef
- 1957: Jazz for the Thinker (Savoy Records)
- 1957: Stable Mates (Savoy)
- 1957: Jazz Mood (Savoy)
- 1957: Before Dawn: The Music of Yusef Lateef (Verve)

Met Johnny Lytle
- 1962: Nice and Easy (Jazzland)

Met Makanda Ken McIntyre
- 1962: Year of the Iron Sheep (United Artists)

Met Jackie McLean
- 1957: Strange Blues (Prestige)
- 1957, 1960: Makin' the Changes (New Jazz)

Met Wes Montgomery
- 1960: Movin' Along (Riverside)

Met Phineas Newborn jr.
- 1962: A World of Piano! (Contemporary Records|Contemporary)
- 1963: The Great Jazz Piano of Phineas Newborn Jr. (Contemporary)

Met David 'Fathead' Newman
- 1981: Resurgence! (Muse)

Met Freddie Redd
- 1960: Shades of Redd (Blue Note)

Met Woody Shaw
- 1976: The Woody Shaw Concert Ensemble at the Berliner Jazztage (Muse)

Met Horace Silver
- 1956: 6 Pieces of Silver (Blue Note)
- 1957: The Stylings of Silver (Blue Note)
- 1958: Further Explorations by the Horace Silver Quintet (Blue Note)
- 1959: Finger Poppin' met the Horace Silver Quintet (Blue Note)
- 1959: Blowin' the Blues Away (Blue Note)

Met James Spaulding
- 1991, 1993: Songs of Courage (Muse Records)
- 1993: Blues Nexus (Muse)

Met Sonny Stitt
- 1972: 12! (Muse)

Met Idrees Sulieman
- 1958: Roots (New Jazz) met the Prestige All Stars

Met Lucky Thompson
- 1973: Concert: Friday the 13th - Cook County Jail (Groove Merchant)
- 1973: I Offer You (Groove Merchant)

Met McCoy Tyner
- 1988: Uptown/Downtown (Milestone)

Met Eddie 'Cleanhead' Vinson
- 1962: Back Door Blues (Riverside)

Met Cedar Walton
- 1973: A Night At Boomers, Vol. 1 (Muse)
- 1973: A Night At Boomers, Vol. 2 (Muse)
- 1974, 1976: Firm Roots (Muse)
- 1974: Pit Inn (East Wind Records)

Met Roosevelt Wardell
- 1960: The Revelation (Prestige)

Met Phil Woods
- 1957: Four Altos (Prestige) met Gene Quill, Sahib Shihab en Hal Stein

Met The Young Lions
- 1960: The Young Lions (Vee-Jay Records)

Met Joe Zawinul
- 1967: Money in the Pocket (Atlantic Records)

- Bibsys: 1052734
- Biblioteca Nacional de España: XX867432
- Bibliothèque nationale de France: cb13895058b (data)
- CiNii: DA16009886
- Gemeinsame Normdatei: 134400585
- International Standard Name Identifier: 0000 0001 1456 0672
- Library of Congress Control Number: n80035323
- MusicBrainz: 1e15c55f-e661-4910-9c0c-49a7b77b4d55
- Nationale Bibliotheek van Israël: 987007439645305171
- Nederlandse Thesaurus van Auteursnamen: 097907103
- Réseau des bibliothèques de Suisse occidentale: 02-A003355582
- Istituto Centrale per il Catalogo Unico: UBOV526348
- SNAC: w60426pd
- Système universitaire de documentation: 156624796
- Virtual International Authority File: 119684941
- WorldCat: E39PBJrWGFbrXrc9rtXcc3xJjC